# Úterý smažených nočků
Úterý smažených nočků je patnáctý díl čtvrté řady amerického televizního seriálu Teorie velkého třesku. V této epizodě hostují Jessica Walter, Joshua Malina a Richard Bernard. Režisérem epizody je Mark Cendrowski.

## Děj
Rektor Siebert zve kluky, aby se účastnili večírku pro sponzory univerzity. Zatímco Leonard, Howard a Raj jít chtějí, Sheldon se účastnit nechce s tím, že je to zbytečné podlézání, které nemá zapotřebí. Nakonec na akcí ale vyrazí, k čemuž ho přesvědčí Amy, která mu pohrozí, že pokud nezapůsobí na sponzory on, tak jejich peníze půjdou do jiných oborů, než je jeho fyzika. Jakmile se ukáže, tak rektor Siebert okamžitě lituje, že ho vůbec zval. 
Mezitím se na večírku Leonard seznamuje s postarší bohatou dámou, která ho druhý den bere na rande. Leonard na něm zjišťuje, že dá ona peníze škole, pokud se s ní on vyspí. Nejprve odmítá, ale nakonec ho ona sama přesvědčí. 

## Obsazení
| Johnny Galecki  | Leonard Hofstadter |
| Jim Parsons     | Sheldon Cooper     |
| Kaley Cuoco     | Penny              |
| Simon Helberg   | Howard Wolowitz    |
| Kunal Nayyar    | Raj Koothrappali   |
| Mayim Bialik    | Amy Farrah Fowler  |
| Jessica Walter  | paní Lathamová     |
| Joshua Malina   | rektor Siebert     |
| Richard Bernard | bohatý sponzor     |